# Editorial Guerri
Guerri fue una editorial española, ubicada en Valencia, dedicada a la producción de literatura popular y tebeos.

## Trayectoria
Enrico Guerri Giacomelli fundó su editorial en 1926.
Inicialmente se centró en la producción de folletines, abandonándolos para dedicarse a los tebeos.

## Colecciones
| Título | Año                       | Guionista   | Dibujante   | Números | Tamaño  | Precio facial en pesetas | Comentario |
| ------ | ------------------------- | ----------- | ----------- | ------- | ------- | ------------------------ | ---------- |
| 1926   | El Mundo de las Aventuras |             |             |         |         |                          |            |
| 1932   | KKO                       |             |             |         |         |                          |            |
| 1934   | El As de los Exploradores |             |             |         |         |                          |            |
| 1943   | Ultus                     |             |             |         |         |                          |            |
| 1943   | La Guerra de los Planetas |             |             |         |         |                          |            |
| 1948   | Tolín                     | Pérez Maset | Pérez Maset | 20?     | 15 x 21 |                          |            |